# Into the Abyss
Into the Abyss – siódmy album studyjny szwedzkiej grupy muzycznej Hypocrisy. Płyta została wydana 22 sierpnia 2000 roku nakładem wytwórni muzycznej Nuclear Blast.

## Lista utworów
Źródło.
1. "Legions Descend" (Szöke, Tägtgren) - 3:53
2. "Blinded" (Tägtgren) - 4:18
3. "Resurrected" (Tägtgren) - 5:36
4. "Unleash the Beast" (Tägtgren) - 3:29
5. "Digital Prophecy" (Tägtgren) - 3:08
6. "Fire in the Sky" (Hedlund, Tagtgren) - 4:58
7. "Total Eclipse" (Szöke, Tägtgren)- 3:09
8. "Unfold the Sorrow" (Szöke, Tägtgren) - 4:28
9. "Sodomized" (Hedlund, Szöke, Tägtgren) - 3:19
10. "Deathrow (No Regrets)" (Tägtgren) - 5:46